# 諏訪牧場
株式会社諏訪牧場（すわぼくじょう）は、青森県上北郡七戸町に存在する、競走馬（サラブレッド）の生産、育成を行っている牧場である。

## 歴史
埼玉県在住の馬主・諏訪忠兵衛が北海道の牧場に預けていた自分の牝馬を飼養するために開いた牧場で、1955年に前山農場を買収して創業され、1956年には群馬県畜産課長であった間梯三が牧場長に就任した。
以前の青森は200以上の牧場が連ねるなど北海道と並ぶ国内有数の馬産地であったが、1965年頃から牧場数が減少。現在では実際に生産を行っているのが32（青森県軽種馬生産農業協同組合調べ）しかないうちの1つであり、現在は6人のスタッフで運営している。

## 主な生産馬
中央重賞勝ち馬
※太字は八大競走を含むGIレース
- グリーングラス（1976年菊花賞、1977年アメリカジョッキークラブカップ・日本経済賞、1978年天皇賞 (春)、1979年有馬記念）
- タムロチェリー（2001年小倉2歳ステークス・阪神ジュベナイルフィリーズ）
- ワカタイショウ（1990年中山大障害 (秋)）
- ブルーアレツ（1980年安田記念）
- ハザマファースト（1979年クイーンステークス）
- ソーウンムサシ（1976年函館3歳ステークス）
- ミライヘノツバサ（2020年ダイヤモンドステークス）

地方重賞勝ち馬
- ダーリンググラス（1981年ゴールドカップ、1982年・1984年川崎記念、1982年浦和記念、1984年報知オールスターカップ）
- テツノセンゴクオー（1996年東京記念、1997年金盃）
- メタルカラー（2001年高崎・エメラルドカップ、2002年せきれい賞）
- フレツシユモア（1977年中津桜花賞）
- インターフラツシユ（1984年名古屋・ダイヤモンド特別）
- レオポルド（1995年クラウンカップ）
- カシノペンダント（2013年佐賀・初夏賞）

## 繋養されていた主な種牡馬
- グランドオペラ（1994年 - 1998年）
- セクレト
- メジロベイリー